# Vicente Fuentes Díaz
Vicente Fuentes Díaz (Chilpancingo, Guerrero; 6 de mayo de 1920 - 28 de junio de 2010) fue un político, conferencista, historiador y periodista mexicano, autor de varios libros sobre historia y teoría política.

## Biografía
Originalmente miembro del Partido Popular Socialista (PPS), invitado por Vicente Lombardo Toledano, y posteriormente del Partido Revolucionario Institucional. Fue elegido al Congreso de la Unión como diputado Federal en tres legislaturas, y senador de la República en una ocasión. Desempeñó diversos cargos dentro del PRI como el de Secretario General del Comité Ejecutivo Nacional (1970-1972), Presidente de la Comisión Nacional Editorial, Presidente de la Comisión de Honor y Justicia, entre otros. Asimismo, se le otorgó la medalla "Jesús Reyes Heroles", al mérito revolucionario por su labor ideológica y de difusión por parte del mismo PRI.
Su más destacado y primer libro de su tipo en México fue "Los Partidos Políticos en México" (1956). Además escribió: La Intervención Norteamericana(1947), El Problema Ferrocarrilero (1951), Santos Degollado (1959), La Revolución de 1910 en el Estado de Guerrero (1960), La Intervención Europea en México (1962), La Democracia Cristiana (1972), El Senado de la República (1974), Ascenso y Descenso Revolucionario bajo Cárdenas (1977), Valentin Gómez Farías (1981), Revaloración del Gral. Vicente Guerrero (1983), El Obispo Abad y Queipo (1985), Ignacio M. Altamirano (1988), Los Grandes Educadores de México del siglo XX (1993), La Clase Obrera, entre el Anarquismo y la Religión (1994) y Del Periodismo al Congreso (1998).
Colaboró con innumerables artículos en diferentes periódicos y revistas,como El Popular, ABC, El Día y Excelsior. También en la revista Siempre. Asimismo, como reportero contribuyó entre otras, a la nota periodística con la cual se le retiró el registro a la Unión Nacional Sinarquista por haber cubierto la cabeza del Monumento a Benito Juárez en el Hemiciclo de la Ciudad de México.
- Datos: Q6161122